# قوز بن قفة (القطن)
'

تعديل مصدري - تعديل

قوز بن قفة هي إحدى قرى عزلة القطن بمديرية القطن التابعة لمحافظة حضرموت، بلغ تعداد سكانها 47 نسمة حسب تعداد اليمن لعام 2004.